# Pisaster ochraceus
Espèce
Pisaster ochraceus est une espèce d'étoiles de mer, de la famille des Asteriidae. Elles sont communes sur la côte ouest des États-Unis.

## Description
Cette étoile possède 5 bras terminés en pointes émoussées et recouverts d’épines calcaires granuleuses disposées en motifs linéaires irréguliers, et formant sur le disque central un motif pentagonal entourant l'anus. Elle mesure en moyenne de 10 à 25 cm de diamètre, mais certains spécimens peuvent dépasser 30 cm (principalement à grandes profondeurs). Sa couleur est très variable, variant du jaune clair au violet, en passant par le jaune, l'orange, le rouge, le mauve et le violet.

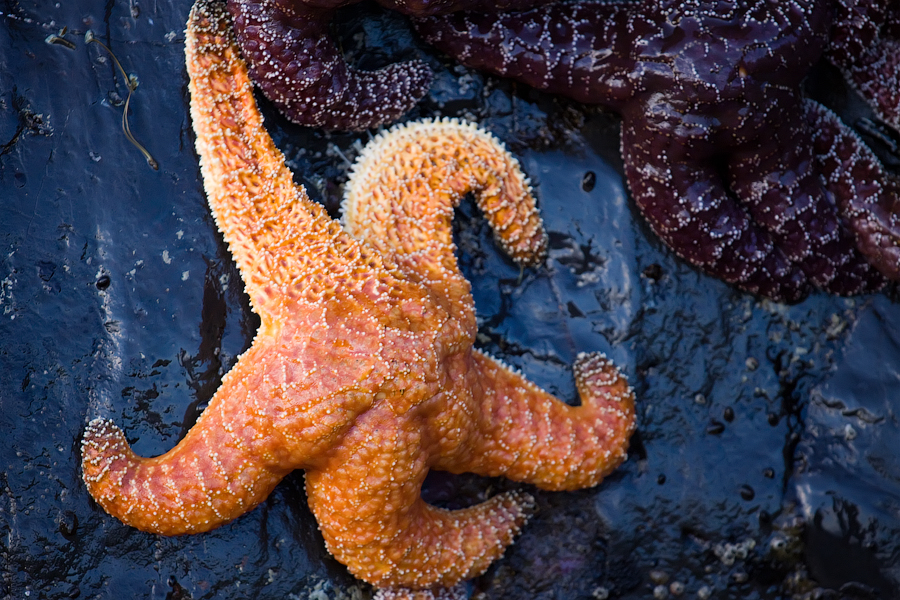
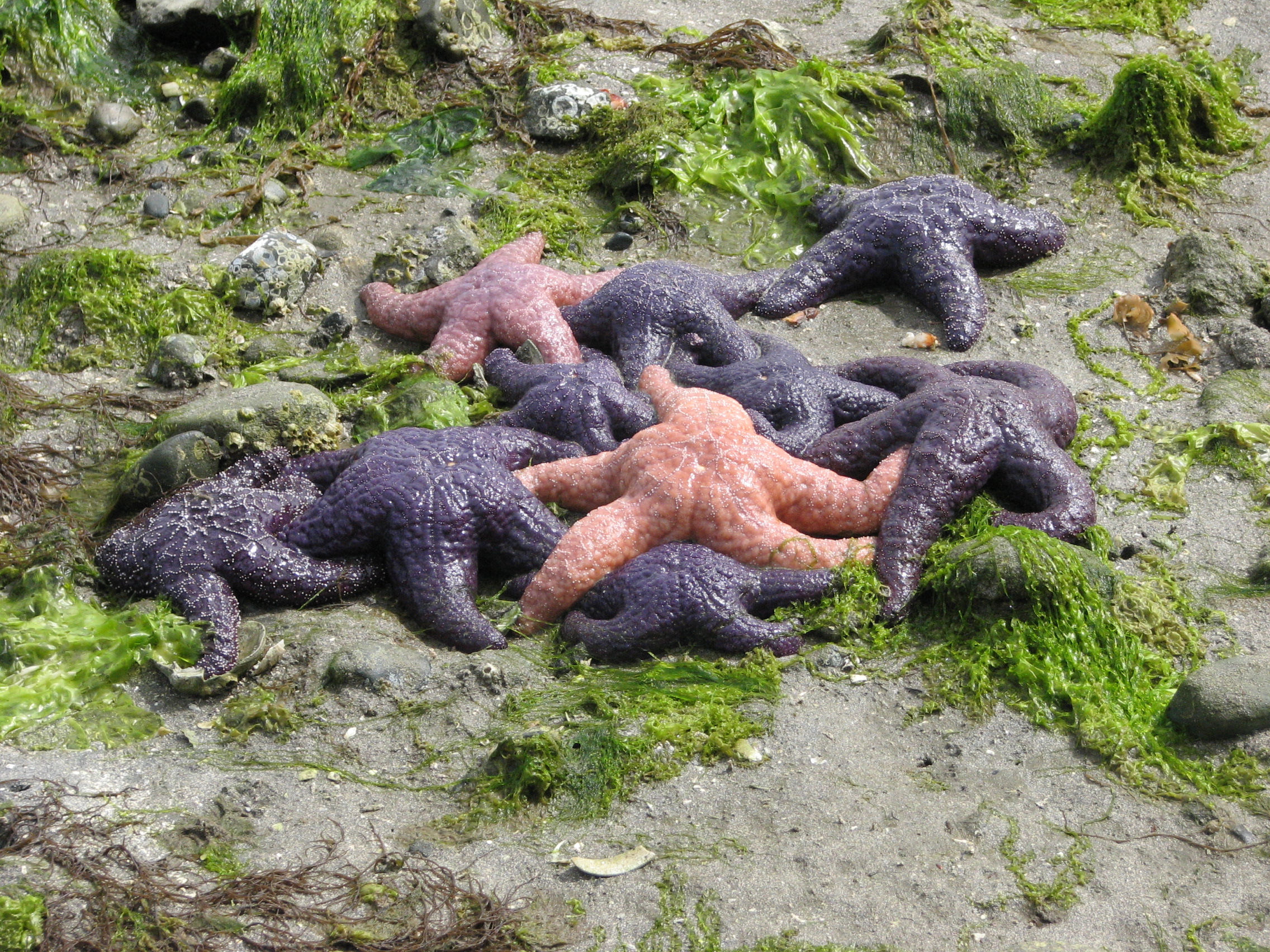
Spécimens de différentes couleurs
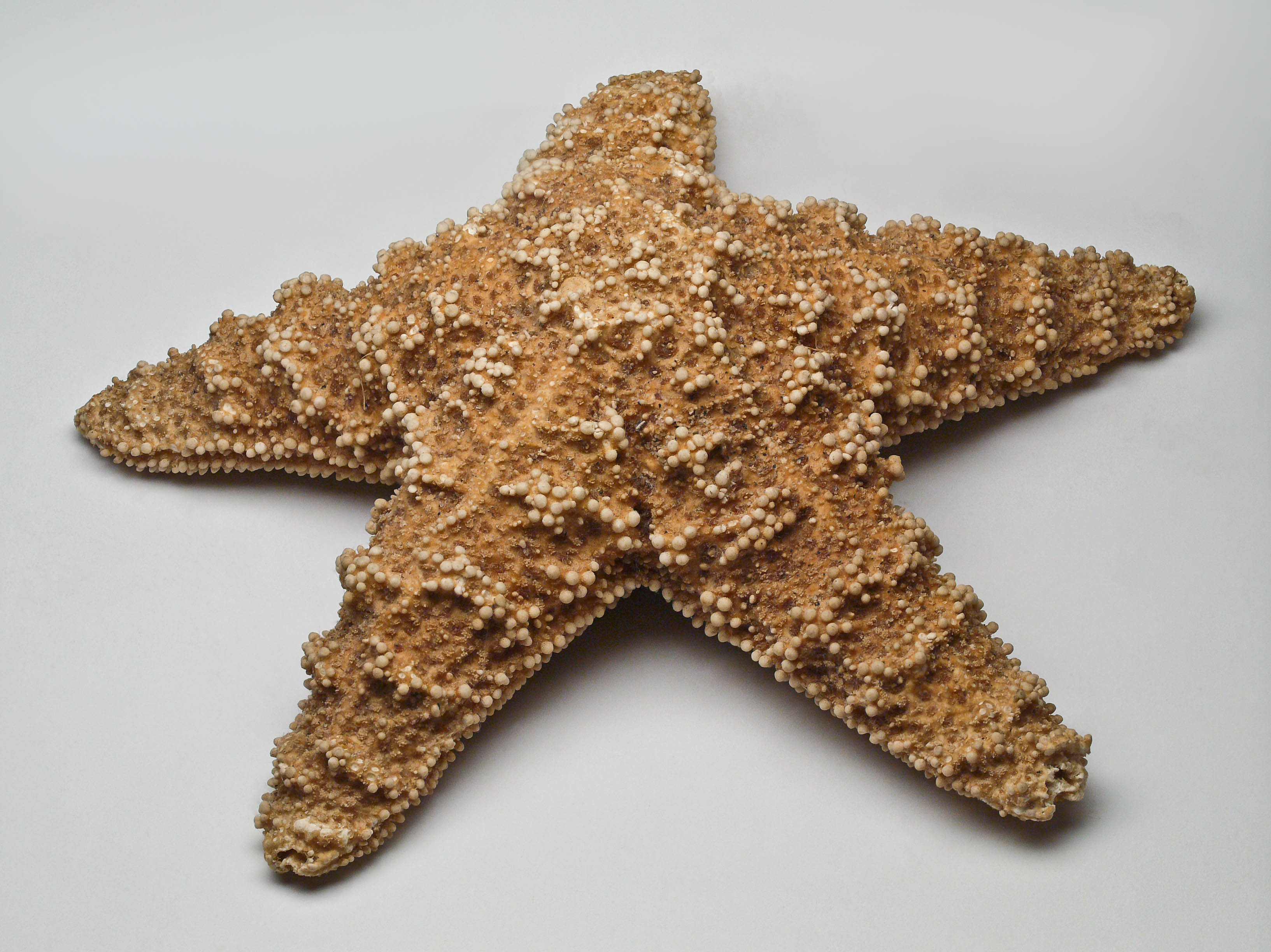
Spécimen séché.

## Habitat et répartition
Cette étoile est très abondantes sur les côtes américaines, de l'Alaska à la Californie. Les spécimens les plus méridionaux appartiennent à la sous-espèce Pisaster ochraceus segnis.
On les trouve sur les substrats rocheux et accidentés (où elles peuvent facilement se cacher sous les roches pendant la journée), de la zone intertidale à plus de 90 m de profondeur.

## Écologie et comportement
Cette étoile se nourrit principalement de mollusques, qu'elle ouvre au moyen de ses puissants podia, mais elle ne dédaigne pas d'autres invertébrés lents ou sessiles, ou des charognes.
Dans la zone intertidale, elle est la proie d'oiseaux marins comme les goélands.

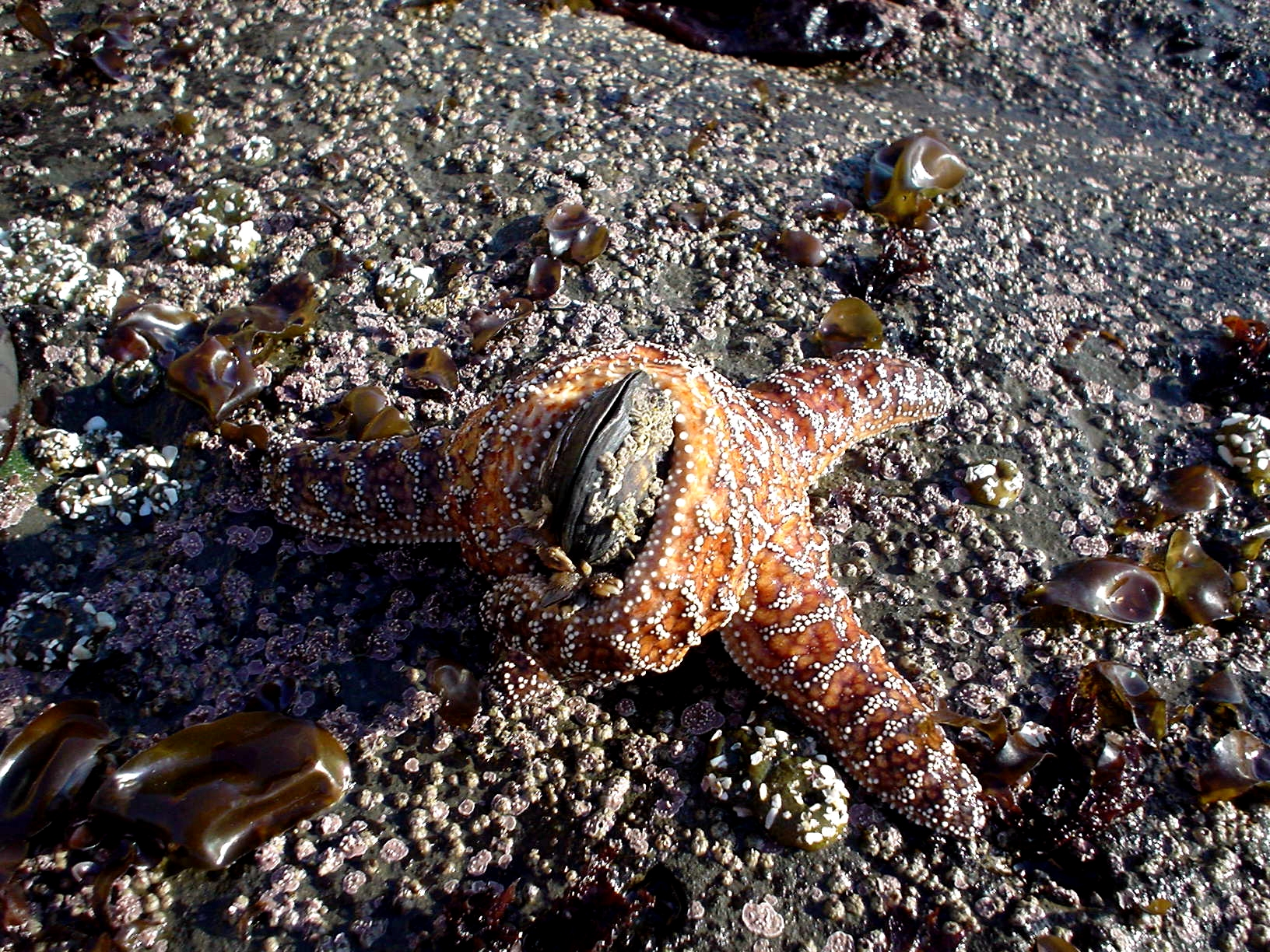
En train de consommer une moule.
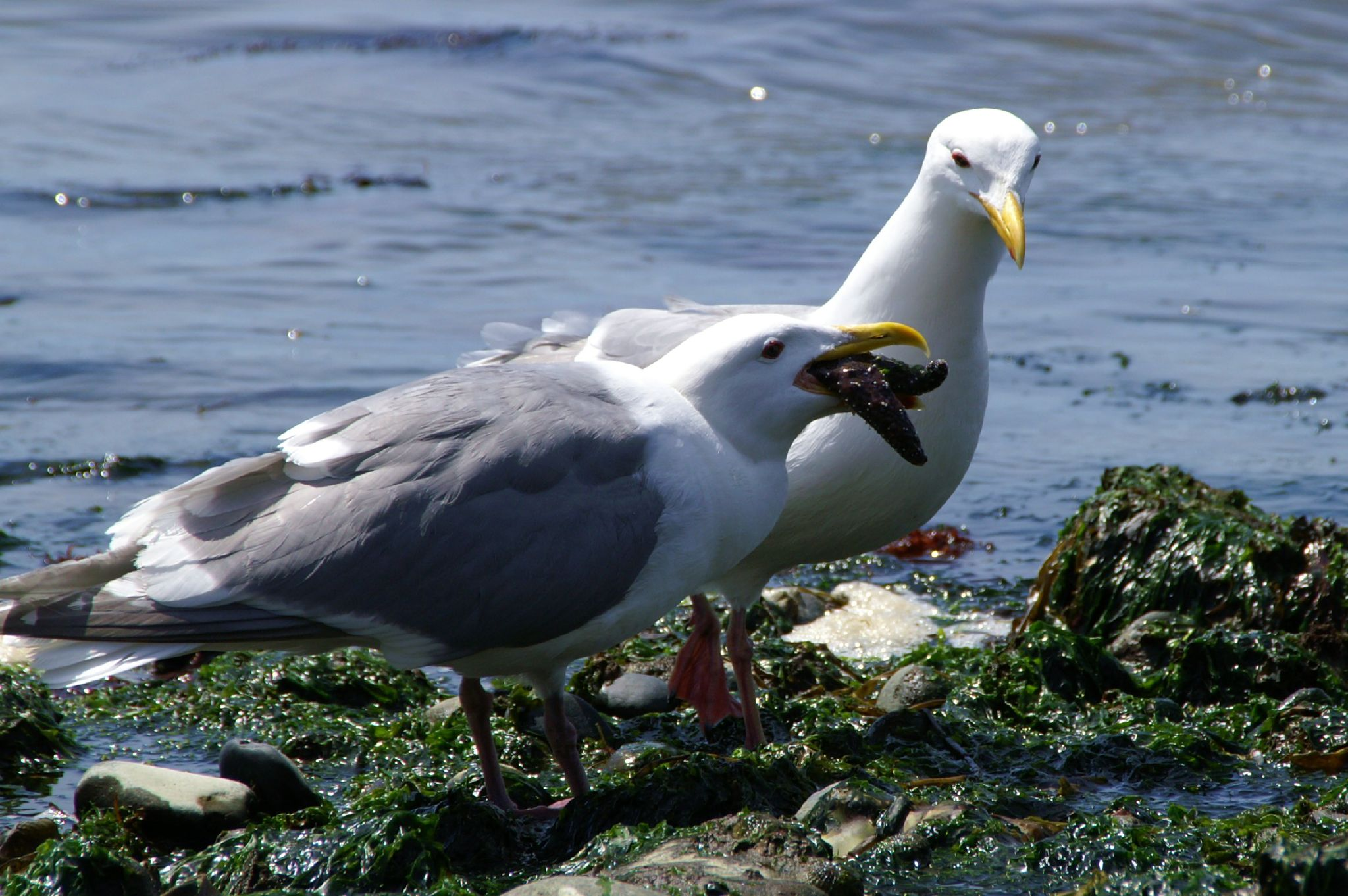
En train d'être consommée par un goéland.

## Liste des sous-espèces
Selon World Register of Marine Species (31 mars 2014) :
- sous-espèce Pisaster ochraceus ochraceus (Brandt, 1835)
- sous-espèce Pisaster ochraceus segnis Fisher, 1926